# Masicera nigrita
Masicera nigrita là một loài ruồi trong họ Tachinidae.